# Shigella flexneri

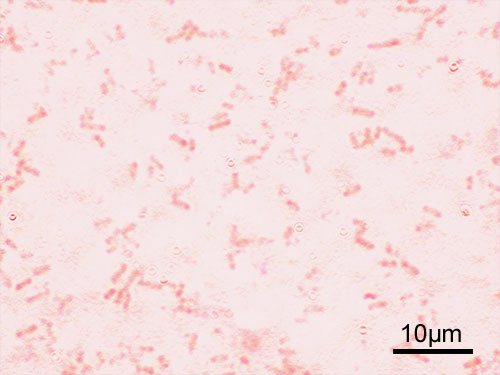

Shigella flexneri est une espèce de bactéries en forme de tige du genre Shigella, responsable d'une shigellose. Son nom a été donné pour rendre hommage à Simon Flexner qui a isolé la bactérie dans les selles d'un malade.

## Classification
Quinze sérotypes ont été décrits, dépendant du type de lipopolysaccharide O, plusieurs ayant une immunogénicité croisée. Les souches sont endémiques dans certaines régions, avec acquisition d'une résistance aux antibiotiques mais avec peu d'extension géographique.

## Pathogénie
Shigella flexneri secrète plusieurs entérotoxines, ShET1, ShET2, PiC et SepA, provoquant une diarrhée aqueuse.

## En médecine
Elle est responsable des deux-tiers des shigelloses en Afrique et en Asie. La transmission se fait par contamination fécale mais elle peut être par voie sexuelle (sérotype 3a chez les homosexuels hommes).